# Óscar Abril Ascaso
Óscar Abril Ascaso (Barcelona, 1966) és un productor cultural català. Historiador de l'art especialitzat en art contemporani. Ha realitzat tasques en el camp del comissariat, la crítica, direcció de tallers, seminaris, ràdio i televisió. Ha desenvolupat els seus projectes bàsicament en els territoris de la performance (va ser membre fundador del Club7, la primera associació dirigida a la promoció de l'art d´acció en el nostre país), l'art sonor (co-director del Festival Zeppelin fins al 2002) i l'art de nous medis. Des de 1998, és el responsable d'exposicions de Sónar. Entre 2005 i 2006 ha codirigit amb el col·lectiu Elastico el projecte sobre cultura lliure i propietat intel·lectual CopyFight. Actualment centra les seves investigacions al voltant de les transformacions en l'àmbit de la producció de la música pop contemporània.